# Colocleora basilaria
Colocleora basilaria är en fjärilsart som beskrevs av Paul Mabille 1890. Colocleora basilaria ingår i släktet Colocleora och familjen mätare. Inga underarter finns listade i Catalogue of Life.